# Vanua Levugroep
De Vanua Levugroep is een eilandengroep in het noorden van Fiji. De groep bestaat uit het hoofdeiland Vanua Levu en een aantal andere eilanden eromheen, waarvan Taveuni het belangrijkste is. Andere eilanden zijn onder meer de Ringgoldeilanden, Laucala, Matagi, Namena Lala, Qamea, Rabi, Vorovoro en Yadua Taba.
De Vanua Levugroep vormt de divisie Noord en heeft een oppervlakte van 6.199 km². In 1996 hadden de eilanden samen 140.016 inwoners.